# Marina Ginestà
Marina Ginestà Coloma (Tolosa, 29 gennaio 1919 – Parigi, 6 gennaio 2014) è stata un'antifascista e traduttrice spagnola, membro della Gioventù socialista unificata e figura iconica della guerra civile spagnola. Divenne famosa grazie alla foto scattata da Juan Guzmán sul tetto dell'Hotel Colón, Plaça de Catalunya 9, Barcellona durante la rivolta militare del luglio 1936 a Barcellona. È una delle fotografie più iconiche della guerra civile spagnola.

## Biografia
Ginestà nasce a Tolosa, il 29 gennaio 1919, da una famiglia operaia di sinistra emigrata in Francia dalla Spagna. I suoi genitori erano entrambi sarti: Empar Coloma Chalmeta, di Valencia, e Bruno Ginestà Manubens, di Manresa . Si è trasferita a Barcellona con i suoi genitori all'età di 11 anni. Ginestà in seguito si unì al Partito Socialista Unificato della Catalogna. Allo scoppio della guerra nel 1936, prestò servizio come giornalista e traduttrice assistendo Michail Kol'cov, corrispondente del quotidiano sovietico Pravda. Prima della fine della guerra, Ginestà fu ferita e evacuata a Montpellier. Poiché la Francia era stata occupata dai nazisti, fuggì nella Repubblica Dominicana dove ha sposato un ex ufficiale repubblicano. Nel 1946 fu costretta a lasciare il Paese a causa della persecuzione del dittatore Rafael Trujillo e a trasferirsi in Venezuela. Nel 1949 divorziò dal marito e si trasferì in Francia. Nel 1952 Ginestà sposò un diplomatico belga e tornò a Barcellona. Si è trasferita a Parigi nel 1978 dove morì all'età di 94 anni nel gennaio 2014.

## La fotografia
La famosa fotografia è stata scattata il 21 luglio 1936. Mostra la 17enne Ginestà che indossa un'uniforme dell'esercito e posa con un fucile in cima all'originale Hotel Colón, Plaça de Catalunya 9. La foto è stata scattata durante la rivolta militare del 1936 a Barcellona. Il fucile che Marina impugna è un Mauser spagnolo M1893, prodotto nello stabilimento di Oviedo in Spagna per l'esercito spagnolo. Poiché era una giornalista, era l'unica volta che Ginestà aveva portato una pistola. La foto fu presto pubblicata su un giornale socialista. L'immagine in seguito è esplosa in popolarità grazie alla rappresentazione della guerra civile spagnola ed è un'immagine ormai universale di antifascismo e conflitto.
Marina ha dichiarato a proposito della foto: "È una buona foto. Riflette la sensazione che abbiamo avuto in quel momento. Il socialismo era arrivato, gli ospiti dell'albergo erano partiti. C'era euforia. Ci siamo ritirati a Columbus, abbiamo mangiato bene, come se la vita borghese ci appartenesse e avremmo cambiato categoria in fretta".
L'immagine è stata poi utilizzata sulla copertina del libro Las Trece Rosas di Carlos Fonseca . L'hotel è stato distrutto dopo la guerra e il sito è ora occupato dall'edificio del Banco Español de Crédito.